# Corel Corporation
Corel Corporation – kanadyjskie przedsiębiorstwo informatyczne z siedzibą w Ottawie, Kanada.
Założone przez Michaela Cowplanda w 1985 roku, jako laboratorium badawcze, którego nazwa jest akronimem „COwpland REsearch Laboratory”. Przedsiębiorstwo odniosło pierwsze wielkie sukcesy wraz z nadejściem boomu komputerowego na początku lat 90. ubiegłego stulecia, przede wszystkim dzięki swojemu sztandarowemu produktowi, programowi graficznemu CorelDRAW, który wszedł na rynek w 1989 roku. Obecnie Corel Corporation jest największym producentem oprogramowania w Kanadzie.
Corel próbował konkurować z Microsoftem, rozwijając dalekosiężne i bardzo wszechstronne plany – angażowano się m.in. w rozwój Linuksa (Corel Linux i darmowa wersja edytora WordPerfect dla tego środowiska), a szczególne nadzieje wiązano z przejęciem od Novella rodziny oprogramowania biurowego WordPerfect (1996), które miało stanowić przeciwwagę dla Microsoft Office, ale pomimo utrzymywania znacznej klienteli, idącej w dziesiątki milionów osób, produkty z tej rodziny stanowią obecnie niewielki odsetek rynku biurowego. Przedsiębiorstwu nie udało się m.in. uzyskać prawnego zakazu preinstalowania Microsoft Office w sprzedawanych na rynku komputerach. Niepowodzenia te spowodowały znaczne zwolnienia wśród personelu przedsiębiorstwa, zaś sam Cowpland stanął nawet w obliczu oficjalnego śledztwa komisji giełdowej.
Cowpland opuścił Corela w 2000 roku, a nowa rada dyrektorów przystąpiła do stabilizacji przedsiębiorstwa, kładąc ponownie nacisk na jej podstawowe kompetencje. W sierpniu 2003 Corel Corporation została w całości zakupiona przez fundusz inwestycyjny Vector Capital i zniknęła z północnoamerykańskich giełd, m.in. NASDAQ.
Corel koncentruje się na rozwoju aplikacji graficznych (CorelDraw, Corel PhotoPaint, Corel Painter, przejęty od przedsiębiorstwa Micrografx Designer, pakiet DTP Corel Ventura, a także rozmaite aplikacje pomocnicze) i podtrzymywaniu pakietu biurowego WordPerfect Office z jego kilkudziesięciomilionową klientelą. Specjalną marką Corela dla oprogramowania do dokumentacji, symulacji i analizy procesów biznesowych jest iGrafx. Corel wszedł też na przynoszący duże dochody rynek rozwijającego się szybko oprogramowania konsumenckiego (związanego z ekspansją od początku 2000 roku cyfrowej fotografii i cyfrowego wideo), oferując uproszczone aplikacje graficzne przeznaczone dla domowego użytkownika – Corel Essentials.
14 października 2004 r. przedsiębiorstwo Corel wykupiło JASC Software, producenta narzędzi do obróbki grafiki i fotografii cyfrowej, twórcę takich produktów jak Paint Shop Pro, Paint Shop Photo Album i Paint Shop Power Suite, co miało znacznie wzmocnić pozycję przedsiębiorstwa jako producenta oprogramowania do obróbki grafiki, edycji zdjęć, rysunku wektorowego i specjalistycznych technik graficznych.